# ビッグコミックオリジナル増刊
『ビッグコミックオリジナル増刊』（ビッグコミックオリジナルぞうかん）は、小学館が発行している男性向け漫画雑誌。『ビッグコミックオリジナル』の姉妹誌にあたる。隔月刊で、偶数月の12日ごろに発売される。

## 連載作品
2025年8月現在（2025年9月12日増刊号）
- 穴棒（作：香川まさひと、画：月島冬二）：2025年1月号 - 2025年9月号[3]
- イヌごはんボクごはん（原作：伴茶彰、作画：はしもとみつお）：2025年7月号 -
- 看護助手のナナちゃん（野村知紗）→ 『ビッグコミックオリジナル』本誌と並行連載
- 境怪線の忌子さん（玉井雪雄）：2025年5月号 -
- クイズの神様〜QUIZROAD〜（作：日髙大介・矢野了平、画：一丸）：2022年11月号 -
- シャカイの窓（いとう耐）
- 13日には花を飾って（一色まこと）：2023年5月号 -
- そぞろマン（吉田戦車）
- 探偵見習いアキオ…（村上たかし）※しばらく休載[4]
- 次の整理（光用千春）：2024年1月号 -
- 釣りバカ日誌番外編 シャドーマン（作：やまさき十三、画：北見けんいち）
- 波の間にまに（西炯子）：2024年5月号 - ※シリーズ連載[5]
- ほらあなレコード（山川直人）：2022年11月号 -
- まどいのよそじ 〜惑いの四十路〜（小坂俊史）
- 港町ブルース（卯月妙子）：2024年3月号 - ※本誌デジタル版の再掲載[6]
- 凱輝！ Yoshiki（曽根富美子）：2024年3月号 -
- ランジェリー・リリィ（作：北原雅紀、画：中田アミノ）：2024年1月号 -

## 連載終了作品
- 愛…しりそめし頃に…（藤子不二雄Ⓐ） ※単行本での題名表記は『愛…しりそめし頃に… 満賀道雄の青春』
- 愛犬しつけ教室 プラスわんっ!（菊田洋之）
- あいの結婚相談所（加藤山羊）
- 紅い芝生（作：小池一夫、画：弘兼憲史）
- 赤松さん（作：神尾龍、画：中原裕）
- 味いちもんめ（作：あべ善太、画：倉田よしみ） ⇒ 『ビッグコミックスペリオール』で通常連載
- アブラカタブラ〜猟奇犯罪特捜室〜（作：リチャード・ウー、画：芳崎せいむ）： - 2020年11月号
- アニキ（たくまる圭）
- 阿鼻叫喚!! ゆるふわ地獄（ほりのぶゆき）
- 一月の悪魔（葉月セン）：2023年9月号 - 2024年11月号
- いとしのタンバリン（くじらいいく子）
- AV烈伝（井浦秀夫）
- おつかれごはん（ロドリゲス石井）
- 女形気三郎（ジョージ秋山）
- 書かずの753（作：相場英雄、画：中山昌亮）
- 家庭の事情（作：西ゆうじ、画：おだ辰夫）→『ビッグコミックスペリオール』で通常連載
- 来たぞ我等の駐在さん（もりやまつる）
- 君の大声を聞いたことがない（くれよんカンパニー）： - 2021年9月号
- 究食のおじさん「たべもの裏語り」（作：出町小路柳月、画：もりやまつる）
- 黒幕さん（ほりのぶゆき）
- 警視庁犯罪被害者支援室の女（六月柿光）： - 2021年9月号
- けんこう仮面（唐沢なをき・よしこ）
- ゴーストママ捜査線（佐藤智一）→終了後に『ビッグコミックオリジナル』本誌でも短期連載
- 公園童子（内田かずひろ）
- コットリコトコ（おくやまゆか）： - 2021年1月号
- 言葉にできないこの感じ（大ハシ正ヤ）： - 2022年7月号
- 子供魂（唐沢なをき・よしこ）
- こはぜ町ポトガラヒー（昌原光一）： - 2021年7月号
- 銭ゲバの娘 プー子（ジョージ秋山）
- 岳 みんなの山（石塚真一）→『ビッグコミックオリジナル』本誌で通常連載
- 佐々々奈々の究明（森泉岳土）：2022年5月号 - 2023年11月号
- しめっぽい話ですが（小田扉）： - 2023年3月号
- 写真屋カフカ（山川直人）： - 2022年9月号
- 十七歳のチズ（佐藤智一）
- 女流飛行士マリア・マンテガッツァの冒険（滝沢聖峰）： - 2022年1月号
- 深夜食堂（安倍夜郎）→『ビッグコミックオリジナル』本誌で通常連載
- 1978年のまんが虫（細野不二彦）： - 2022年11月号
- その女、ジルバ（有間しのぶ）
- 中古車のソムリエ ココロ自動車（田中むねよし）
- 沈夫人の料理店（深巳琳子）
- 月は囁く（作：宮﨑克、画：青木朋）
- 釣りバカ日誌番外編（作：やまさき十三、画：北見けんいち）
  - 佐々木さん
  - 佐々山さん
  - 佐々木くん
  - みち子さん
  - 新入社員浜崎伝助（作：やまさき十三、画：北見けんいち）： - 2020年11月号
- 大河への道（作：立川志の輔、画：柴崎侑弘）： - 2022年5月号
- 大地の子すみれ（作：坂田信弘、画：かざま鋭二）： - 2022年5月号
- テツぼん（作：高橋遠州、画：永松潔） →『ビッグコミックオリジナル』本誌で通常連載
- とうちゃんロボ（小泉ヤスヒロ）
- 東京ヒゴロ（松本大洋）： - 2023年7月号
- ドクターメシア（寺沢大介）
- とっても医院（作：花井寛、画：みやはら啓一）
- 七帝柔道記（作：増田俊也、画：一丸）
  - 七帝柔道記外伝（作：増田俊也、画：一丸）：2020年7月号 - 2021年9月号
- にゃんからにゃんこ（杉作）
- 猫道（ほりのぶゆき）： - 2022年7月号
- 信長（作：工藤かずや、画：池上遼一）→ 『ビッグコミックスペリオール』で通常連載
- 博多新聞東京支社（長谷川法世）
- 疾れ!六等星（山口かつみ）
- はたきんぎょ〜裁判所執行官 畑金之介〜（作：菅野廣、画：あきやまひでき）
- BATTLEフィールド（島本和彦）→『ビッグコミックオリジナル』本誌で隔月連載
- フィッシュパークなかおち（小田扉）
- WHO are YOU（ジョージ秋山）※本名の「秋山勇二」名義で連載
- 風水ペット（花輪和一）： - 2022年3月号
- ブルーバード5（滝沢聖峰）： 2022年5月号 - 2023年7月号
- 幇間探偵しゃろく（作：上季一郎、画：青木朋）
- ぼっち死の館（齋藤なずな）： - 2023年1月号 -->※シリーズ連載
- ホロウフィッシュ（むつき潤）：2022年7月号 - 2025年7月号
- 道草日和（山川直人）
- みやこむーむー（イシデ電）
- みずほ草紙（花輪和一）
- 明治骨董奇譚 ゆめじい（やまあき道屯）
- メロスのバカ!（中川いさみ）： - 2022年7月号
- 吉田戦車のフロマンガ（吉田戦車）
- 424日、奇跡の鬼レシピ（原作：藤井満・藤井玲子、作：門脇正法、画：佐藤智一）：2023年1月号 - 2024年1月号
- 竜宮家族（石坂啓）
- リリコイ恋愛内科（くじらいいく子）
- わたしの証拠（カレー沢薫）： - 2024年1月号→『ビッグコミックオリジナル』本誌へ移籍[7][8]

## 映像化作品
| 作品             | 放送年 | 制作                       | 備考・出典 |
| ---------------- | ------ | -------------------------- | ---------- |
| あいの結婚相談所 | 2017年 | テレビ朝日、MMJ            | [ 9 ]      |
| その女、ジルバ   | 2021年 | 東海テレビ放送、テレパック | [ 10 ]     |